# Vaccinium pachydermum
Vaccinium pachydermum är en ljungväxtart som beskrevs av Otto Stapf. Vaccinium pachydermum ingår i Blåbärssläktet, och familjen ljungväxter. Inga underarter finns listade i Catalogue of Life.